# Manduca morelia
Manduca morelia es una polilla de la familia Sphingidae. (Druce, 1884.)
Vuela en México.
Semejante en aspecto general a Smerinthulus diehli, pero las alas traseras son menos rosadas y las bandas en las alas anteriores son amarillentas. El ápice de la vena es menos intenso.

## Sinonimia
- Pseudosphinx morelia Druce, 1884
- Protoparce leucophila Gehlen, 1931